# Jeanne Bertrand
Jeanne J. Bertrand (26 septembre 1880 à Agnières-en-Dévoluy-28 octobre 1957) est une photographe et sculptrice française.
Elle est connue pour avoir vécu avec (et peut-être influencé) la photographe Vivian Maier dans le Bronx, New York vers 1930.

## Biographie
Sa famille émigre à New York en 1893 et s'installe à Torrington (Connecticut). Jeanne Bertrand commence par travailler comme ouvrière dans une fabrique d'aiguilles, puis travaille pour un photographe. Jeanne Bertrand eut les honneurs de la première page de l'édition du 23 août 1902 du Boston Globe, le grand journal de Boston, avec un long article élogieux sur son jeune talent de photographe, avec sa photo et deux portraits qu'elle avait réalisés.
Elle a étudié la sculpture à New York avec Cartaino di Scarrino Pietro (1885-1918).